# SN 1995C
SN 1995C – supernowa typu Ia odkryta 8 lutego 1995 roku w galaktyce A120402-3136. W momencie odkrycia miała maksymalną jasność 17,50m.